# Incendios del 6 de septiembre de 1952 en Bogotá
Los incendios del 6 de septiembre de 1952 en Bogotá, Colombia, fueron una serie de conflagraciones de origen criminal perpetradas por manifestantes contrarios al Partido Liberal Colombiano en el contexto del periodo conocido como La Violencia.
Los ataques afectaron a los periódicos liberales, la sede de la Dirección Nacional del Partido Liberal y las residencias de los jefes de dicha colectividad, Alfonso López Pumarejo y Carlos Lleras Restrepo.

## Antecedentes

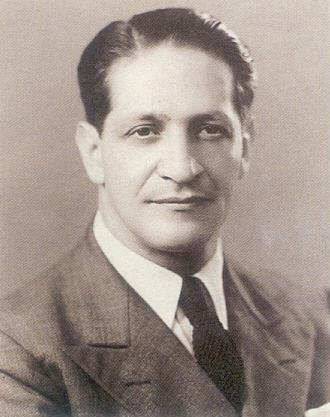
Jorge Eliécer Gaitán.

La caída del poder civil derivó de la crisis que vivía el país desde el 9 de abril de 1948, día en que, a raíz del asesinato del líder liberal Jorge Eliécer Gaitán, en la capital del país se vivió una situación de caos y violencia total, en un episodio conocido como El Bogotazo.
Los partidos políticos tradicionales colombianos, liberal y conservador, estaban enfrascados en un enfrentamiento desde mediados de la década de los años 20, 1925 aproximadamente, la cual se agravó a partir de 1948. Este periodo fue conocido como La Violencia, en el que los gobiernos conservadores de Mariano Ospina Pérez y, posteriormente, el de Laureano Gómez  impusieron el terror en las zonas rurales dominadas por liberales por medio de las policías políticas conocidas como Chulavitas en el centro del país y los paramilitares pro-conservadores conocidos como Los Pájaros, en el Valle del Cauca. En respuesta los liberales crearon guerrillas liberales y grupos de autodefensa campesinas conocidos como los cachiporros; por su parte, los comunistas, también afectados, organizaron autodefensas comunistas.
Además de lo anterior, los mismos partidos estaban fracturados por luchas internas e intrigas, que les quitaron el apoyo popular. Por ejemplo, al interior del liberalismo el sector gaitanista estaba enfrentado con el oficialismo dirigido por Eduardo Santos, mientras los conservadores estaban divididos entre ospinistas y laureanistas, facción, esta última, leal al presidente Laureano Gómez, quien sucedió a Ospina en unas elecciones sin rival ni garantías políticas ni de seguridad.
Finalmente, la incapacidad de gobernar de Gómez, además de la tremenda impopularidad de su administración por sus medidas dictatoriales y la radicalidad de sus ideas, quien controlaba el gobierno a través del designado Roberto Urdaneta (ya que en octubre de 1951 sufrió dos infartos que lo llevaron a ceder el poder), derivó en el apoyo creciente a un levantamiento militar.

## Contexto
Designatura Presidencial de Roberto Urdaneta (1951-1953)
Con la experiencia de haber sido ministro de Guerra, Urdaneta destinó importantes ingresos a la modernización de las fuerzas militares, a pesar de que intentó realizar acuerdos de paz con los insurgentes.

### Asesinato de policías por parte de las guerrillas liberales
El 27 de agosto de 1952, seis agentes de policía murieron en un ataque perpetrado por la guerrilla liberal contra estaciones de Antioquia. El 2 de septiembre, otros cinco agentes fueron asesinados en Tolima durante otro ataque por parte también de guerrilleros liberales. En medio de la violencia bipartidista que existía en Colombia, los cadáveres de los cinco uniformados fueron trasladados a Bogotá y colocados en capilla ardiente en una división de la policía ubicada frente al Palacio de la Carrera sede del gobierno. Durante varios días se rindió homenaje a las víctimas.

## Los incendios
El 6 de septiembre, en presencia del presidente designado Roberto Urdaneta, se realizó el sepelio de los cinco funcionarios. Después de asistir a las exequias, un grupo encabezado por varios policías retornó al centro de la ciudad y la emprendió contra las instalaciones del diario El Tiempo de la avenida Jiménez con carrera Séptima. Cuando concluyó el ataque contra el periódico, el grupo buscó un nuevo blanco en la sede de la dirección del Partido Liberal Colombiano.
Luego los manifestantes asaltaron las instalaciones del diario El Espectador utilizando dinamita y gasolina. Tras este tercer incendio, la jornada continuó con ataques a la casa del expresidente Alfonso López Pumarejo, situada en la calle 24 con carrera quinta, y la residencia Carlos Lleras Restrepo en carrera Séptima con calle 70. Ambos políticos eran miembros del partido liberal.

## Consecuencias
El 7 de septiembre, Urdaneta manifestó que no había estado al tanto de lo sucedido ya que había viajado a su casa de campo en Funza. Entretanto, López y Lleras se asilaron en la embajada de Venezuela y luego salieron hacia el exilio.
El Tiempo volvió a circular el 10 de septiembre y El Espectador 16 del mismo mes.
La muerte violenta del guerrillero Saúl Fajardo el 2 de diciembre de 1952, sumada a los incendios del 6 de septiembre demostraron que los desmanes de las fuerzas del estado hasta entonces solo imputadas en regiones distantes sometidas al control militar, podían suceder también en las calles de Bogotá. La repercusión de estos crímenes figura como una de las causas que meses después contribuyeron al derrumbamiento del gobierno de Urdaneta.